# Hans Walzhofer
Hans Walzhofer (Harburg, 1906. március 23. – Korneuburg, 1970. március 1.) osztrák labdarúgócsatár.

## Pályafutása
1927 és 1934 között öt alkalommal szerepelt az osztrák válogatottnak. Részt vett az 1934-es világbajnokságon.